# Олбани (Нью-Йорк)
О́лбани (англ. Albany) — город на северо-востоке США, столица штата Нью-Йорк и округа Олбани. Население собственно города составляет 99,2 тыс., население городской агломерации 899,2 тыс. человек (2020).
Тесно связан с соседними городами Трой, Скенектади и Саратога-Спрингсом, с которыми он образует столичный округ, являющийся одним из исторических регионов Соединённых Штатов. Основную часть этого округа составляет городская агломерация Олбани — Скенектади — Трой, которая является четвёртой по численности в штате Нью-Йорк и 56-й в США.

## История
До прибытия европейцев этот район был заселён индейскими племенами алгонкинской группы. 

### Колониальная история
Олбани является одним из старейших сохранившихся европейских поселений на территории тринадцати колоний и старейшим непрерывно населённым городом в Соединённых Штатах. Первым европейским поселением на месте Олбани была маленькая деревянная крепость, построенная французскими торговцами в 1540 году на острове на реке Гудзон. Она была разрушена наводнением вскоре после окончания строительства.
Постоянное европейское присутствие на территории началось, когда англичанин Генри Гудзон, искавший новые земли для Голландской Ост-Индской компании на корабле Полумесяц (нид. Halve Maen), высадился здесь в 1609 году, объявив территорию собственностью Соединённых Провинций. В 1614 году Хендрик Кристиансен восстановил старый французский форт как форт Нассау, первый голландский пост по торговле пушниной в районе. Начало торговли мехом спровоцировало враждебность со стороны французской колонии в Канаде и среди местных жителей, и французы и индейцы сами хотели контролировать торговлю. В 1618 году наводнение вновь разрушило крепость на острове, но она была восстановлена в 1624 году как форт Оранж. Форт Оранж и его окрестности были включены в состав посёлка Бефервик (Beverwijck) в 1652 году.
Когда Новые Нидерланды были захвачены англичанами в 1664 году, название было изменено на Олбани, в честь Якова II, герцога Олбани. Голландцы на короткий период восстановили контроль над городом в августе 1673 г. и переименовали его в Виллемштадт, но в 1674 году Вестминстерский договор окончательно отдал территорию англичанам. С 1 ноября 1683 года провинция Нью-Йорк была разделена на округа, крупнейшим из которых стал округ Олбани. В то время округ включал весь нынешний штат Нью-Йорк к северу от округов Датчесс и Алстер, а также современный округ Беннингтон, штат Вермонт, теоретически простираясь на западе до Тихого океана. 22 июля 1686 года губернатор провинции Томас Донган официально признал Олбани городом. Устав Донгана был практически идентичен по своему содержанию уставу города Нью-Йорк, который Донган утвердил тремя месяцами ранее. Население Олбани на тот момент составляло около 500 человек.
В 1754 году представители семи британских колоний встретились в городской ратуше на Олбанском конгрессе, где Бенджамин Франклин предложил так называемый «Олбанский план» по объединению колоний. Хотя план и не был принят съездом, он стал важным шагом к созданию Конституции Соединенных Штатов. После поражения французов в Семилетней войне и оккупации англичанами Новой Франции военная угроза для Олбани исчезла, что ускорило развитие города. Во время Войны за независимость Олбани был одной из тыловых баз сепаратистов, в городе размещался лагерь военнопленных. В 1776 году житель Олбани и депутат Континентального конгресса Филип Ливингстон подписал Декларацию независимости США.
Во время войны и после неё город испытал значительный наплыв беженцев, которых привлекало как отсутствие боевых действий, так и выгодное географическое положение Олбани. При первой общенациональной переписи населения в 1790 года количество горожан составило 3 498, увеличившись почти на 700% с момента утверждения городского устава. В 1797 году в Олбани была перенесена из Нью-Йорка столица штата (в связи с опасениями английского десанта на побережье). Олбани является второй старейшей столицей штата после Санта-Фе.

### XIX и первая половина XX века
Олбани был важным транспортным узлом на протяжении большей части своей истории. В конце XVIII и начале XIX веков в штате Нью-Йорк активно строились платные дороги, и к 1815 году Олбани был центром их сети. В сочетании с глубоководным каналом для морских судов и строительством железных дорог это сделало город транзитным центром для потока переселенцев, двигавшихся от Нью-Йорка в Буффало и далее к территории Мичиган в начале и середине XIX века.
В 1807 году Роберт Фултон запустил пароходную линию из Нью-Йорка в Олбани, первое успешное предприятие такого рода в США. К 1810 году, с 10 763 жителями, Олбани был 10-м по величине городом в стране. В 1825 году было завершено строительство канала Эри, образовав непрерывный водный путь от Великих озёр до Нью-Йорка. По данным переписей 1830 и 1840 годов, Олбани занял девятое место в стране по численности населения, а затем опустился обратно на десятую позицию в 1850 году. Это был последний раз, когда город входил в десятку крупнейших в США.
История города также тесно связана с железнодорожным транспортом. В Олбани долгие годы размещались штаб-квартиры двух крупных железнодорожных компаний: Делавэрско-Гудзонской (Delaware and Hudson Railway) и Центрально-Нью-Йоркской (New York Central Railroad).
Прекрасная инфраструктура способствовала бурному экономическому развитию города и притоку новых иммигрантов.
В 1908 году в Олбани был открыт первый муниципальный аэропорт в США (бывший также одним из первых коммерческих аэропортов в мире).

### Новейшая история
История города во второй половине XX века неразрывно связана с именем одного человека. Эрастус Корнинг 2-й (Erastus Corning 2nd), пожалуй, самый известный мэр Олбани (и правнук и тёзка бывшего мэра), был избран в 1941 году. Хотя он был мэром дольше любого другого главы города в истории Соединенных Штатов (с 1942 вплоть до своей смерти в 1983), многие историки описывает пребывание Корнинга на посту как «долгий застой», намекая на его противодействие любым кардинальным изменениям в городской жизни. В то же время, жители отдают Корнингу должное за сохранение, хотя и несколько непреднамеренное, большей части исторической архитектуры Олбани.
В 1950-е и 1960-е годы, время, когда федеральная помощь для обновления городов щедро выделялась Вашингтоном, в Олбани практически не строились новые дороги, небоскрёбы и торговые центры. Город потерял более 20 % населения в годы правления Корнинга, большая часть предприятий переехали из центра в пригород. Впрочем, сторонники мэра (а его неизменно поддерживало большинство горожан) обоснованно возражали критикам, что аналогичные процессы происходили во всех крупных городах США.
После смерти Эрастуса Корнинга в 1983 году, его преемником стал Томас Уэлен (был дважды переизбран впоследствии). Олбани получил значительный приток федеральных средств, предназначенных для восстановления исторических зданий. То, что то Корнинг спас от разрушения, было отремонтировано при Уэлене. В городе также было возведено множество новых зданий, значительно усовершенствована инфраструктура.

## География и климат

### Географические сведения
Олбани находится примерно в 240 км (150 милях) к северу от города Нью-Йорка, немного южнее места впадения реки Мохок в реку Гудзон. Расположен на западном берегу Гудзона, на которой имеется крупный порт. Гудзон углубили для того, чтобы порт смог принимать морские суда. Территория города довольно холмистая, высшая точка (на северо-западе) — 99 метров над уровнем моря, низшая — средний уровень реки Гудзон (средний, так как прилив достигает Олбани и влияет на уровень реки) всего 0,6 метра.

### Климат
Олбани находится в зоне умеренно континентального климата, с холодной, снежной зимой и жарким, влажным летом.
| Показатель                                                                | Янв.  | Фев.  | Март  | Апр.  | Май   | Июнь  | Июль  | Авг.  | Сен.  | Окт.  | Нояб. | Дек.  | Год  |
| ------------------------------------------------------------------------- | ----- | ----- | ----- | ----- | ----- | ----- | ----- | ----- | ----- | ----- | ----- | ----- | ---- |
| Абсолютный максимум, °C                                                   | 22    | 23    | 32    | 34    | 36    | 38    | 40    | 39    | 38    | 33    | 28    | 22    | 40   |
| Средний суточный максимум, °C                                             | 0,4   | 2,2   | 7,4   | 15,1  | 21,8  | 26,3  | 28,8  | 27,8  | 23,6  | 16,4  | 9,6   | 3,4   | 15,2 |
| Средняя температура, °C                                                   | −4,2  | −2,9  | 2,1   | 8,9   | 15,3  | 20,2  | 22,8  | 21,9  | 17,5  | 10,8  | 4,7   | −0,9  | 9,7  |
| Средний суточный минимум, °C                                              | −8,9  | −8    | −3,3  | 2,7   | 8,9   | 14,1  | 16,9  | 15,9  | 11,4  | 5,1   | −0,2  | −5,2  | 4,1  |
| Абсолютный минимум, °C                                                    | −33   | −30   | −29   | −13   | −3    | 2     | 4     | 1     | −4    | −9    | −24   | −30   | −33  |
| Среднее число солнечных часов в месяц                                     | 141,1 | 158,5 | 200,3 | 218,9 | 248,9 | 262,2 | 289,2 | 253,2 | 210,5 | 168,8 | 100,7 | 108,3 | 2361 |
| Среднее число дней с осадками                                             | 13    | 11    | 12    | 12    | 13    | 12    | 11    | 11    | 10    | 11    | 11    | 13    | 139  |
| Норма осадков, мм                                                         | 66    | 58    | 78    | 79    | 87    | 103   | 116   | 96    | 95    | 98    | 76    | 83    | 1033 |
| Источник: Национальное управление океанических и атмосферных исследований |       |       |       |       |       |       |       |       |       |       |       |       |      |

## Население
По данным переписи 2020 года в Олбани проживало 99 224 человека.
Расово-этнический состав населения:
- белые — 54 %
- афроамериканцы — 27,7 %
- латиноамериканцы — 9,9 %
- азиаты — 7,5 %

Каждый пятый горожанин — ирландского происхождения. Потомки итальянских и немецких иммигрантов составляют примерно по 1/10 населения.

Среднегодовой доход на душу населения составляет 31 969 долларов США (данные на 2021 год). Средний возраст горожан — 31,4 года. Уровень преступности высокий, в 2,5 раза превышает средние показатели по США.

## Экономика
Основой экономики Олбани (как и большинства столиц американских штатов) являются сектор государственного управления, здравоохранение и образование. Около 1/4 экономически активного населения работают в различных государственных и муниципальных учреждениях. Сравнительная устойчивость этих секторов экономики не позволяет городу бурно развиваться в годы экономического подъёма, но, вместе с тем, ослабляет удар  экономического кризиса, такие как мировой финансово-экономический кризис в 2008 - 2013 годах. По состоянию на март 2010 года, уровень безработицы в Олбани составлял 7,8 %, что являлось самым низким показателем среди крупных городов штата Нью-Йорк.
В частном секторе лидирующими являются торговля и производство высокотехнологичных товаров (включая нанотехнологическую продукцию). В городе размещаются штаб-квартиры компаний Trans World Entertainment и Clough Harbour.

## Транспорт
Городской аэропорт Albany International Airport (IATA: ALB, ICAO: KALB) расположен в 11 километрах к северо-западу от центра города. Выполняются регулярные рейсы в Балтимор, Шарлотт, Чикаго, Атланту, Орландо, Филадельфию, Ньюарк, Детройт и Вашингтон, а также международный рейс в Торонто. Пассажирооборот составляет около 2,5 млн человек в год.
Железнодорожная станция Олбани является второй по загруженности в штате Нью-Йорк (более 700 000 пассажиров ежегодно) и девятой в США (по состоянию на 2010 год). Станция обеспечивает железнодорожное сообщение с множеством городов в штатах Нью-Йорк, Пенсильвания, Вермонт и Нью-Джерси. Имеются также поезда дальнего следования в Чикаго, Торонто, Бостон и Монреаль. От станции каждые 30-60 минут отправляются автобусы-экспрессы в Нью-Йорк.
Водный транспорт по-прежнему играет весомую роль в городской экономике, хотя пассажирская его часть сохранилась только в сфере туризма.
Олбани лежит на пересечении межштатных шоссе I-87 (по которому проходит основной автомобильный маршрут Монреаль — Нью-Йорк) и I-90 (Буффало — Бостон).
Общественный транспорт представлен 59 автобусными маршрутами (включая города-спутники), обслуживаемыми муниципальной компанией Capital District Transportation Authority.

## Города-побратимы
- Канада: Квебек[5]
- Нидерланды: Неймеген[5]
- Багамские Острова: Нассау[5]
- Россия: Тула[5]
- Италия: Верона[5]

### Города-партнёры
- Бельгия: Гент
- Испания: Эстремадура (провинция)